# Rainer R. Lange
Rainer R. Lange (* 16. August 1917 in Krotoschin; † 15. September 1979 in Berlin) war ein deutscher Schauspieler und Regisseur. 

## Leben
Nachdem Rainer R. Lange Privatunterricht im Studio von Gustaf Gründgens erhalten hatte, begann er seine Bühnentätigkeit in Dessau, Hamburg, Ludwigslust, Stralsund, Greifswald und Halle (Saale). Von  1956 bis 1964 war er als Schauspieler und Regisseur am Theater der Freundschaft beschäftigt. Danach war er freischaffend tätig, so auch als Spielleiter in Neustrelitz und Magdeburg. Häufig wurde er auch als Synchronsprecher besetzt. Rainer R. Lange war Autor des Theaterstücks Tatort Lehrerzimmer, welches er nach dem gleichnamigen Buch von Walter Karl Schweickert schrieb und das 18. Februar 1964 im Berliner Theater der Freundschaft seine Uraufführung hatte.

## Filmografie
- 1958: Weimarer Pitaval: Der Fall Saffran (Fernsehreihe)
- 1960: Blaulicht (Fernsehreihe, Folge 7)
- 1971: Rottenknechte (Fernsehfilm, 5 Teile)

## Theater

### Darsteller
- 1956: Hans-Dieter Schmidt: Funkspruch aus Kubberlitz (Lorenz) – Regie: Hans-Dieter Schmidt (Theater der Freundschaft)
- 1957: Anna Elisabeth Wiede: Das Untier von Samarkand – Regie: Josef Stauder (Theater der Freundschaft)
- 1957: Bertolt Brecht: Die Gesichte der Simon Machard – Regie: Lothar Bellag (Theater der Freundschaft)
- 1957: Friedrich Forster: Robinson soll nicht sterben – Regie: Hans-Dieter Schmidt (Theater der Freundschaft)
- 1958: Josef Stauder: Das blaue Licht (Soldat) – Regie: Lutz Friedrich (Theater der Freundschaft)
- 1959: Sergei Michalkow: Der Sonderauftrag – Regie: Ludwig Friedrich (Theater der Freundschaft)
- 1959: Werner Heiduczek: Jule findet Freunde – Regie: Helmut Hellstorff (Theater der Freundschaft)
- 1959: Paul Herbert Freyer: Schiff auf großer Fahrt – Regie: Gustav Wehrle (Theater der Freundschaft)
- 1961: Hans-Albert Pederzani: Die Jagd nach dem Stiefel (Kommissar Huschke) – Regie: Hubert Hoelzke (Theater der Freundschaft)
- 1962: Günter Görlich: Die Ehrgeizigen (Heinz Faller, Heimleiter) – Regie: Kurt Rabe (Theater der Freundschaft)
- 1962: Tatjana Sytina: Erste Begegnung (Pawel Smurow) – Regie: Kurt Rabe (Theater der Freundschaft)
- 1962: Hanuš Burger/Stefan Heym: Tom Sawyers großes Abenteuer (Indianer-Joe) – Regie: Hanuš Burger (Theater der Freundschaft)
- 1963: Jewgeni Schwarz: Rotkäppchen (Wolf) – Regie: Kurt Rabe (Theater der Freundschaft)

### Regie
- 1960: Jochen Koeppel: Die Sache mit dem Fußball – (Theater der Freundschaft)
- 1961: Jochen Koeppel: Peter und der Kaktus – (Theater der Freundschaft)
- 1963: Hans-Albert Pederzani: Unser kleiner Trompeter – (Theater der Freundschaft)
- 1966: Günther Weisenborn: Fünfzehn Schnüre Geld – (Friedrich-Wolf-Theater Neustrelitz)

### Autor
- 1964: Tatort Lehrerzimmer – Regie: Kurt Rabe (Theater der Freundschaft)